# Lista över singelettor på Gaon Chart 2010
Detta är en lista över singelettor på Gaon Chart under år 2010. Gaon Chart är sammanställningen av försäljningen av musik i Sydkorea och drivs av Korea Music Content Industry Association (KMCIA). Digital Chart publiceras varje vecka och visar listan över de mest sålda singlarna i landet genom digital nedladdning och strömning. Digital Chart, som även inkluderar bakgrundsmusik, är en sammanställning av data försedd av landets största musikförsäljare och distributörer.

## Vecka

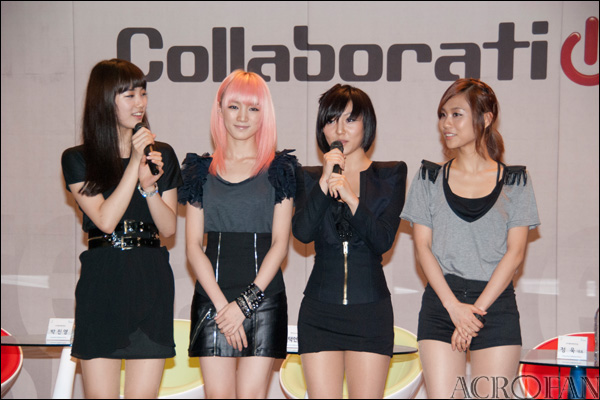
Miss A låg etta på listan fyra veckor i rad med sin debutsingel "Bad Girl Good Girl".

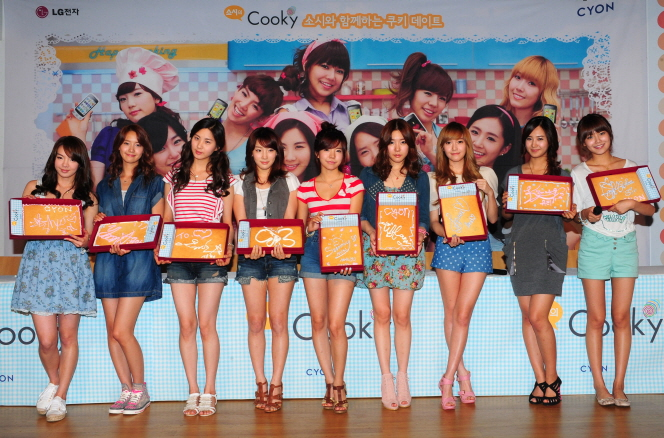
Girls' Generation låg etta på listan i fyra veckor med tre olika singelsläpp under året.

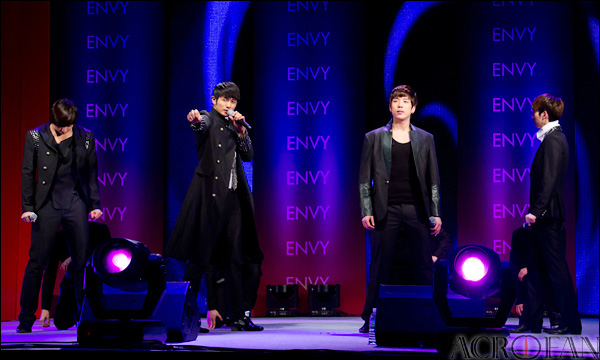
2AM låg etta på listan i tre veckor med två olika singelsläpp under året.

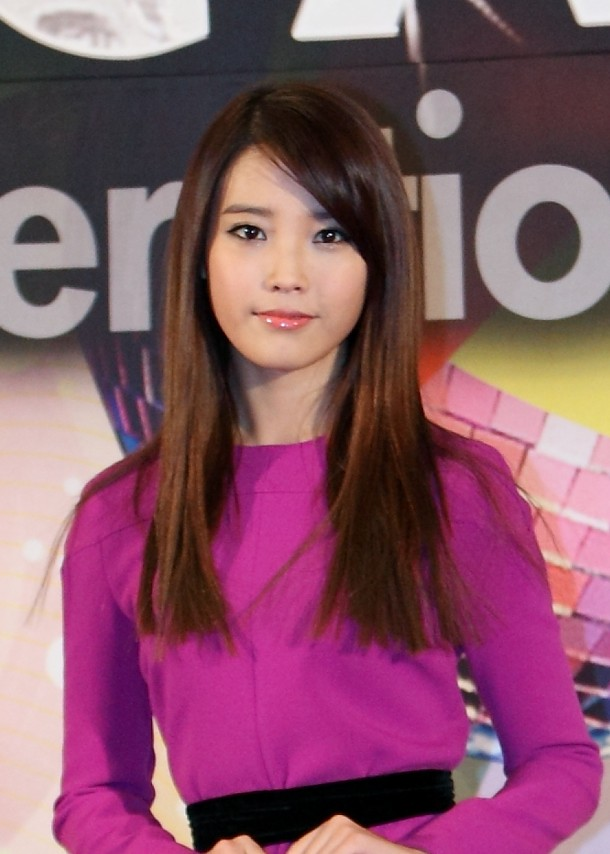
IU låg etta på listan i sex veckor med tre olika singelsläpp under året.

| Datum  | Artist                     | Sångtitel                        |
| ------ | -------------------------- | -------------------------------- |
| 2 jan  | Gain & Jo Kwon             | "We Fell in Love"                |
| 9 jan  | Gain & Jo Kwon             | "We Fell in Love"                |
| 16 jan | Gain & Jo Kwon             | "We Fell in Love"                |
| 23 jan | 2AM                        | "Can't Let You Go Even If I Die" |
| 30 jan | 2AM                        | "Can't Let You Go Even If I Die" |
| 6 feb  | Girls' Generation          | "Oh!"                            |
| 13 feb | 2NE1                       | "Try to Follow Me"               |
| 20 feb | Kara                       | "Lupin"                          |
| 27 feb | Kara                       | "Lupin"                          |
| 6 mar  | T-ara                      | "I Go Crazy Because of You"      |
| 13 mar | T-ara                      | "I Go Crazy Because of You"      |
| 20 mar | Girls' Generation          | "Run Devil Run"                  |
| 27 mar | Girls' Generation          | "Run Devil Run"                  |
| 3 apr  | Rain                       | "Love Song"                      |
| 10 apr | Lee Hyori ft. Gary         | "Swing"                          |
| 17 apr | Lee Hyori ft. Ceejay       | "Chitty Chitty Bang Bang"        |
| 24 apr | 2PM                        | "Without U"                      |
| 1 maj  | Seo Young-eun ft. Jung Yup | "Spiteful Words"                 |
| 8 maj  | f(x)                       | "Nu ABO"                         |
| 15 maj | Davichi                    | "Time, Please Stop"              |
| 22 maj | Wonder Girls               | "2 Different Tears"              |
| 29 maj | Wonder Girls               | "2 Different Tears"              |
| 5 jun  | Wonder Girls               | "2 Different Tears"              |
| 12 jun | IU & Seulong               | "Nagging"                        |
| 19 jun | IU & Seulong               | "Nagging"                        |
| 26 jun | IU & Seulong               | "Nagging"                        |
| 3 jul  | MC Mong ft. Mellow         | "Sick Enough to Die"             |
| 10 jul | Miss A                     | "Bad Girl Good Girl"             |
| 17 jul | Miss A                     | "Bad Girl Good Girl"             |
| 24 jul | Miss A                     | "Bad Girl Good Girl"             |
| 31 jul | Miss A                     | "Bad Girl Good Girl"             |
| 7 aug  | DJ DOC                     | "I'm a Guy Like This"            |
| 14 aug | HOMME                      | "I Was Able to Eat Well"         |
| 21 aug | Secret                     | "Madonna"                        |
| 28 aug | HOMME                      | "I Was Able to Eat Well"         |
| 4 sep  | F.T. Island                | "Love Love Love"                 |
| 11 sep | Supreme Team ft. Young-jun | "Why"                            |
| 18 sep | 2NE1                       | "Go Away"                        |
| 25 sep | 2NE1                       | "Go Away"                        |
| 2 okt  | Sung Si-kyung ft. IU       | "It's You"                       |
| 9 okt  | Supreme Team ft. Young-jun | "Then Then Then"                 |
| 16 okt | Gain                       | "Irreversible"                   |
| 23 okt | Kang Seung-yoon ft. Swings | "By Instinct"                    |
| 30 okt | Girls' Generation          | "Hoot"                           |
| 6 nov  | 2AM                        | "You Wouldn't Answer My Calls"   |
| 13 nov | Huh Gak                    | "Always"                         |
| 20 nov | Huh Gak                    | "Always"                         |
| 27 nov | Taeyeon & The One          | "Like A Star"                    |
| 4 dec  | Brown Eyed Soul            | "If It's Same"                   |
| 11 dec | IU                         | "Good Day"                       |
| 18 dec | IU                         | "Good Day"                       |

## Månad
| Månad | Artist                     | Sångtitel                        |
| ----- | -------------------------- | -------------------------------- |
| Jan   | 2AM                        | "Can't Let You Go Even If I Die" |
| Feb   | Girls' Generation          | "Oh!"                            |
| Mar   | Girls' Generation          | "Run Devil Run"                  |
| Apr   | Lee Hyori ft. Ceejay       | "Chitty Chitty Bang Bang"        |
| Maj   | Davichi                    | "Time, Please Stop"              |
| Jun   | IU ft. Seulong             | "Nagging"                        |
| Jul   | Miss A                     | "Bad Girl Good Girl"             |
| Aug   | HOMME                      | "I Was Able to Eat Well"         |
| Sep   | 2NE1                       | "Go Away"                        |
| Okt   | Supreme Team ft. Young-jun | "Then Then Then"                 |
| Nov   | Huh Gak                    | "Always"                         |
| Dec   | IU                         | "Good Day"                       |